# Педра Бранка
Педра-Бранка (кит. 白礁, там. பெட்ரா பிராங்கா,малай. Англ. Pedra Branca — найсхідніший острів Сінгапуру. У перекладі з португальської назва означає «Біла скеля» та пов'язано з відкладеним на скелі білуватим гуано. Педра-Бранка — гранітні скелі площею 3300 м², під час відпливу довжина острова 137 м, середня ширина — 60 м. Острів не має постійного населення.

## Територіальна суперечка
Хоча Педра-Бранка не відіграє значної економічної ролі, однак протягом 29 років між Сінгапуром та Малайзією тривала територіальна суперечка навколо острова, яка завершилась 23 травня 2008 року рішенням Міжнародного суду на користь Сінгапуру. Суперечка почалась 21 грудня 1979 року, коли Малайзія опублікувала карту в якій острів було позначено як малайський.